# Gmina Szuto Orizari
Gmina Szuto Orizari (mac. Општина Шуто Оризари) – gmina tworząca jednostkę administracyjną Wielkie Skopje, będąca częścią skopijskiego regionu statystycznego (скопски регион).

## Demografia
Według spisu z 2002 roku gminę zamieszkiwało 17 357 osób. Pod względem narodowości większość mieszkańców stanowią Romowie (60,6%), a wśród mniejszości narodowych największą grupę tworzą Albańczycy (30,32%), Macedończycy (6,53%), pozostali zaś (2,55%).
W skład gminy wchodzą:
- 3 osiedla: Dołno Orizari, Gorno Orizari, Szuto Orizari.